# 双子座4号
双子座4号（Gemini IV）是双子座计划中的第二次载人飞行任务，在这次任务中，宇航员爱德华·怀特执行了美国航天史上第一次（人类历史上第二次）太空行走。

## 任务成员
- 詹姆斯·麦克迪维特（James McDivitt，曾执行双子座4号以及阿波罗9号任务），指令飞行员
- 爱德华·怀特（Edward White，曾执行双子座4号以及阿波罗1号任务），飞行员

### 替补成员
替补成员同样接受任务训练，在主力成员因各种原因无法执行任务时接替。
- 弗兰克·博尔曼（Frank Borman，曾执行双子座7号以及阿波罗8号任务），指令飞行员
- 詹姆斯·洛威尔（James Lovell，曾执行双子座7号、12号、阿波罗8号以及阿波罗13号任务），飞行员